# Johanna Leinen
Johanna Claudia Leinen (n. 27 mai 1986 în Wiesbaden-Dotzheim) este o actriță germană.

## Filmografie
- 2009: Delta Radio Spot 2010 - Regie: Christian Mertens - reclamă
- 2009: Der böse Onkel - Rol: Serviertochter - Regie: Urs Odermatt - film cinema
- 2009: Schwalbennest - Rol: Lisa Gärtner - Regie: Franka Braun, Caro Kadatz
- 2008: Der Froschkönig – Rol: Prinzessin Gustava – Regie: Franziska Buch – ARD
- 2008: Paarreim – Rol: Monika Neumann – Regie: Yannic Hieber
- 2008: Bleiben – Rol: Marie – Regie: Martin Nevoigt
- 2008: Jugendrevolte – Rol: Nadine – Regie: Sarah Schalk
- 2008: Private Spaces – Rol: Zimmermädchen – Regie: André Zimmermann
- 2007: Der Klumpfuß – Rol: Steffi – Regie: Erik Grun